# (3299) Hall
(3299) Hall – planetoida z pasa głównego asteroid okrążająca Słońce w ciągu 3 lat i 163 dni w średniej odległości 2,28 j.a. Została odkryta 10 października 1980 roku w Obserwatorium Palomar przez Carolyn Shoemaker. Nazwa planetoidy pochodzi od Johna Scoville Halla, amerykańskiego astronoma oraz dyrektora Lowell Observatory w latach 1958-77. Przed nadaniem nazwy planetoida nosiła oznaczenie tymczasowe (3299) 1980 TX5.